# Lezník
Lezník je vesnice, část města Polička v okrese Svitavy. Nachází se asi 4 km na sever od Poličky. Prochází zde silnice II/360. V roce 2009 zde bylo evidováno 115 adres. V roce 2001 zde trvale žilo 201 obyvatel.
Lezník je také název katastrálního území o rozloze 6,22 km2.

## Historie
- V roce 1870 obce Lezník (Lesník) a Hana si vybudovaly svou vlastní školu (odtržením od školy v Sebranicích) v jejichž prostorách se vyučovalo od 14. listopadu 1870. Prvním učitelem jmenován František Klusoň z Horního Újezda. [6]

## Památky
- kaple Panny Marie Pomocné zvaná Schlesingerova
- Křížová cesta

## Další fotografie

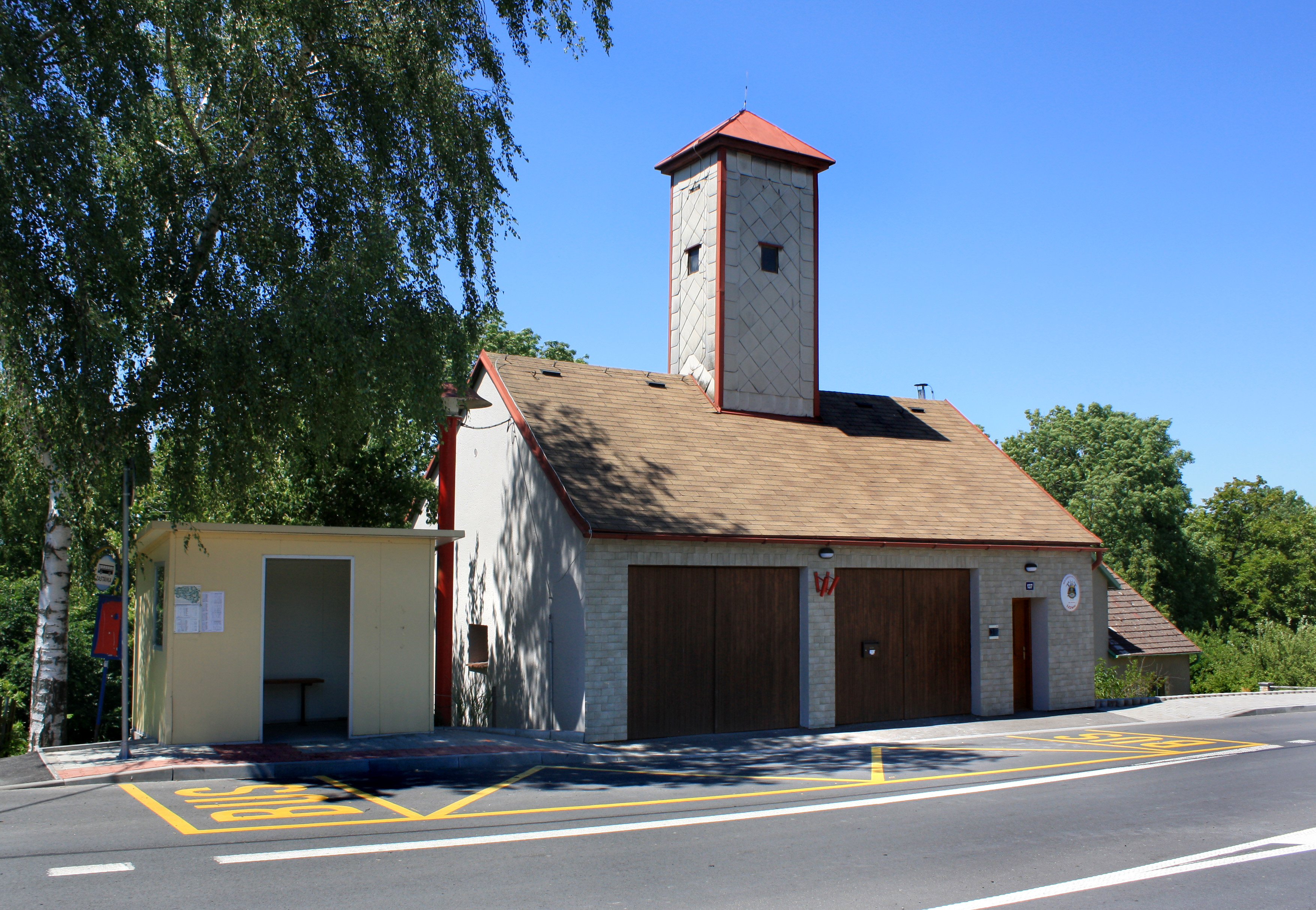
Hasičská zbrojnice
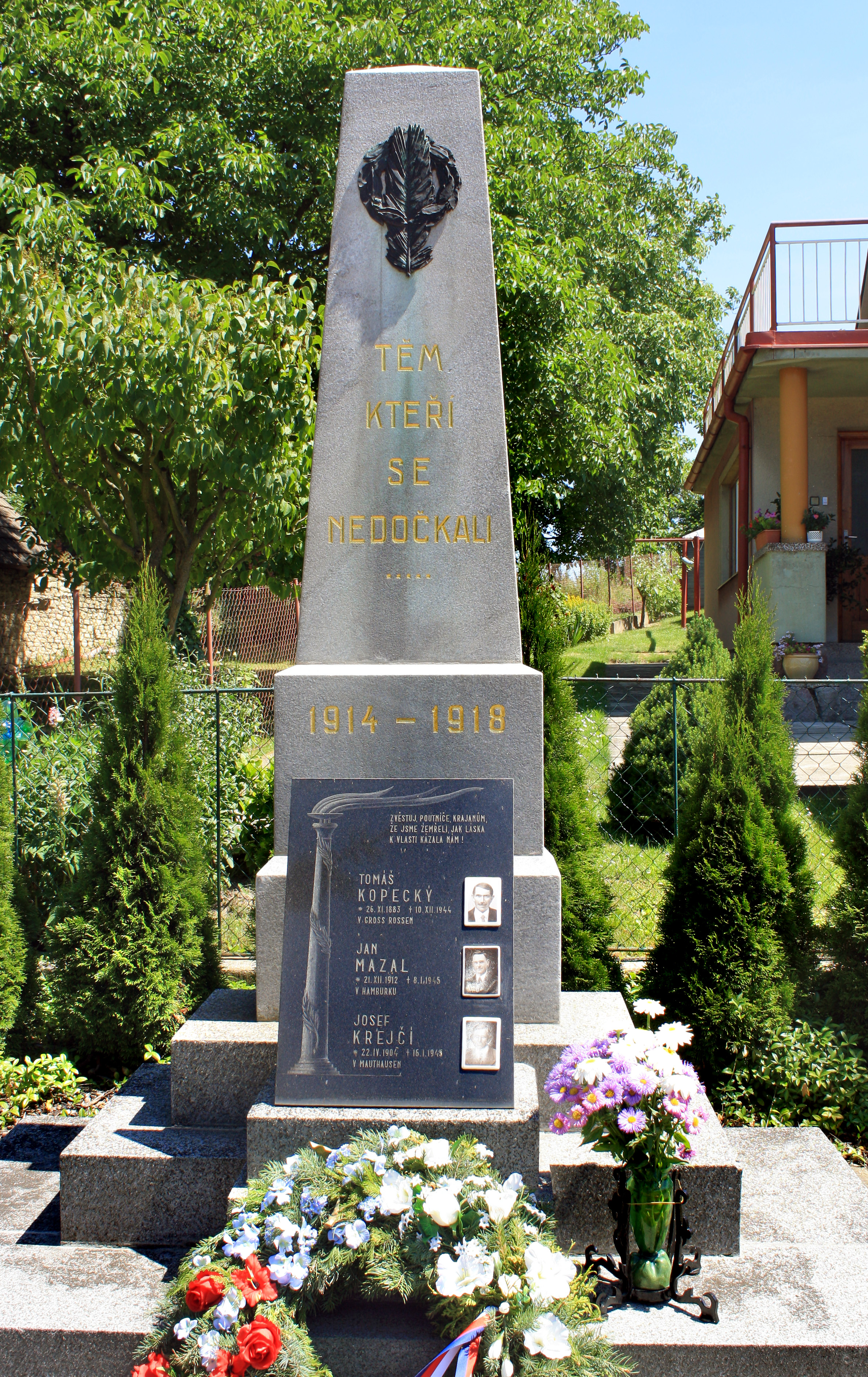
Památník obětem první světové války
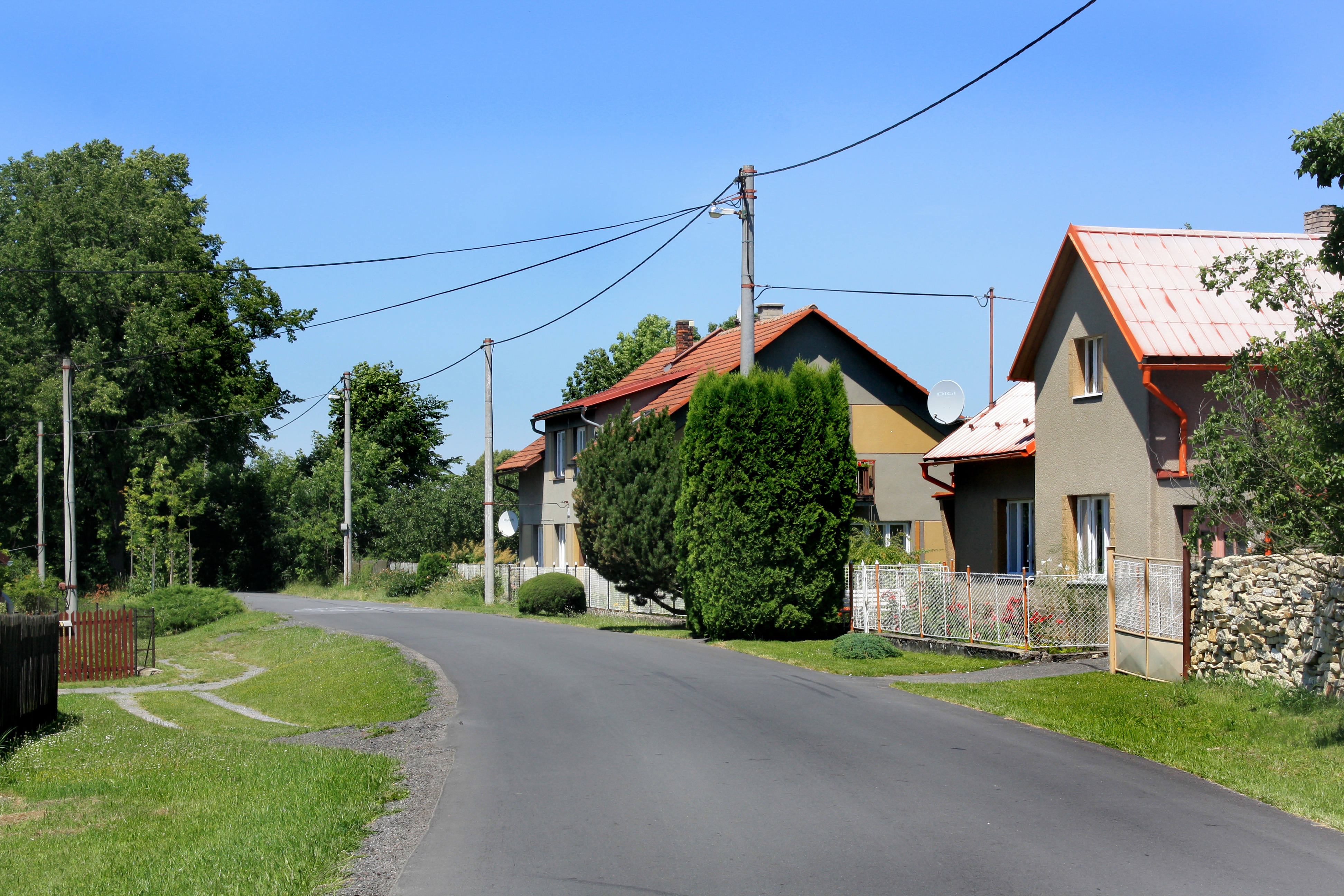
Silnice k Sebranicím